# Ga Trung Sơn
Trung Sơn (tiếng Trung: 中山; bính âm: Zhōngshān) là ga tàu điện ngầm ở Đài Bắc, Đài Loan được phục vụ bởi tàu điện ngầm Đài Bắc. Đó là một trạm trung chuyển giữa các Tuyến Đạm Thủy-Tín Nghĩa và Tuyến Tùng Sơn-Tân Điếm. Nhà ga mở cửa vào ngày 28 tháng 3 năm 1997 để lưu thông trên Tuyến Đạm Thủy và các dịch vụ của Tuyến Tùng Sơn được mở vào ngày 15 tháng 11 năm 2014. Nó nằm ở giữa Trung tâm tàu điện ngầm Trung Sơn và Trung tâm thương mại Shin Kong Mitsukoshi.